# Rhagoletis turanica
Rhagoletis turanica
 es una especie de insecto del género Rhagoletis de la familia Tephritidae del orden Diptera. Boris Rohdendorf la describió en 1961.